# 松本零士
松本 零士（まつもと れいじ、Leiji Matsumoto、男性、1938年〈昭和13年〉1月25日 - 2023年〈令和5年〉2月13日）は、日本の漫画家。代表作に『男おいどん』『宇宙戦艦ヤマト』『銀河鉄道999』など。
福岡県久留米市出身。血液型B型。本名は松本 晟（まつもと あきら）。宝塚大学特任教授、京都産業大学客員教授、デジタルハリウッド大学特任教授を歴任。正六位、旭日小綬章、紫綬褒章、フランス芸術文化勲章シュバリエ受章。称号は練馬区名誉区民。
妻は同じく漫画家の牧美也子。弟は早稲田大学大学院名誉教授で元三菱重工業長崎研究所主管の松本將。
一般的にSF漫画作家として知られるが、少女漫画、戦争、動物など様々なジャンルの漫画を描いている。アニメ製作にも積極的に関わり、1970年代半ばから1980年代にかけては『宇宙戦艦ヤマト』や『銀河鉄道999』が映画化されて大ヒットするなど、松本アニメブームを巻き起こした。

## ペンネーム
デビューから1968年までは本名のひらがな表記である松本 あきらのペンネームを使用。松本零士名義は1965年から松本あきら名義と並行して使い始め、1968年に松本零士にペンネームを一本化した。ペンネームの由来は、“零歳児の感性をいつまでも忘れずに”というモットー、夜半―午前零時を過ぎないとアイデアが浮かばない事が度々あった事、“毎日夜零時まで働く士（サムライ）”から。
2008年5月に北九州で行われた『毎日フォーラム』では“零士の零は無限大の「れい」、士は「さむらい」、また本名である「あきら」とも読む”と語った。
零士をローマ字で表記する場合、Reijiとはせず、Leijiとする。RでなくLを使っているのは、少年時代に愛読していた山川惣治の絵物語『少年王者』に登場する悪役ライオン「ライオンL」が強くて逞しかったことから。

## 経歴

### 生い立ち
1938年（昭和13年）、福岡県久留米市に生まれる。
父親である松本強 （1904年〈明治37年〉 - 1980年〈昭和55年〉）は、一兵卒として大日本帝国陸軍に入営し、厳しい選抜を経て将校に抜擢された人であり（陸軍少尉候補者 第10期、最終階級は陸軍少佐）、また陸軍航空隊の古参の空中勤務者（パイロット）であった。
第二次世界大戦中、零士の父がテストパイロットをやっていた関係で、幼少期の一時期（1940年頃）、陸軍各務原飛行場がある現在の岐阜県各務原市に住み、4歳から6歳まで兵庫県明石市の川崎航空機の社宅に住んでいた。その後は、母親の実家がある愛媛県喜多郡新谷村（現在の大洲市新谷町）に疎開していた（両親共に大洲市の出身である）。このときアメリカ軍の戦闘機や、松山市へ空襲に向かうB-29などの軍用機を多数目撃、この体験が後の作品に影響を与えたという。当時10人家族で、バラックのような長屋で貧乏暮らしをしながら、本人は6歳頃から絵を描くのが好きになり、自宅で漫画を描いていた。
終戦後、小学校三年から福岡県小倉市（現・北九州市）に移る。小倉市立米町小学校（現・北九州市立小倉中央小学校）のときから漫画少年で、高井研一郎らと同人グループ「九州漫画研究会」を結成し、同人誌「九州漫画展」を主宰。
松本が漫画家を志した理由は彼が小学二・三年の頃にあった学級文庫である。それは手塚治虫の漫画『新宝島』『キングコング』『火星博士』『月世界紳士』であった。 小倉市立菊陵中学校（現・北九州市立菊陵中学校）に進学。

### 漫画家デビュー
1954年（昭和29年）、福岡県立小倉南高等学校1年生（15歳）のときの投稿作「蜜蜂の冒険」が『漫画少年』（昭和29年2年号）に掲載されデビュー。そのときから中央でも既に知られる存在で、手塚治虫が出奔先の九州で原稿を描くときに高井、松本ら九州漫画研究会にアシスタントを頼んだというエピソードもある。またこの頃から1957年まで「毎日小学生新聞」に多数のマンガが掲載される。この時は、昆虫が主人公の短編作品などが連載された。
高校卒業後の1957年（昭和32年）、毎日新聞西部本社版で連載をするはずだったが急に担当者が代わりその話は反故にされる。しかし月刊少女雑誌『少女』での連載が決定して上京。本郷三丁目の四畳半の下宿で仕事を始め、しばらくは貧乏暮らしが続いたが、この飢餓感が漫画を描く上でのエネルギーになったという。『少女』と『少女クラブ』に不定期で描く少女漫画家で出発、少女漫画においてスランプに至った頃にはライターとしてタレントの取材などを手がけ、その後1960年前後から少年誌、青年誌にも進出。デビュー時は「松本あきら」名義を使用しており、「松本零士」を使うようになったのは1965年以降である（後述）。
上京後に漫画家の牧美也子と出会い、1962年（昭和37年）に結婚して翌年夫婦で練馬区に移り住んだ。
少年時代から海野十三やH・G・ウェルズのSF小説を愛読して育ったため、SF漫画などを好んで描いていたが、不人気で打ち切りも多く、出世作となったのは1971年（昭和46年）から『週刊少年マガジン』に連載した『男おいどん』である。同作は人気となり、1972年に講談社出版文化賞受賞。松本ならではの「四畳半もの」という独自のジャンルを開拓した。

### アニメ作家として著名に
1974年（昭和49年）秋から放送されたテレビアニメ『宇宙戦艦ヤマト』には企画途中から参加（詳細は宇宙戦艦ヤマト#制作の経緯を参照）。メカニックデザイナーとしての招聘だったが、かねてからアニメ作りを願望していた松本は全面的に携わった。本放送時には低視聴率に終わったものの、再放送によって高い人気を得、1977年（昭和52年）の劇場版アニメ公開時の時点で社会現象を巻き起こした。
これがアニメブームのきっかけとなり、松本はアニメ制作会社の東映動画にイメージクリエイターとして起用され、テレビアニメ『惑星ロボ ダンガードA』『SF西遊記スタージンガー』にデザインを提供。また、自らも企画として温めていた『銀河鉄道999』『宇宙海賊キャプテンハーロック』がヤマト人気によりアニメ化が決定され、特に『銀河鉄道999』は大ヒットし、松本零士ブームが到来。以降数々の松本アニメが作られた。
しかしこのブームは1982年（昭和57年）の『わが青春のアルカディア』『わが青春のアルカディア 無限軌道SSX』の頃には下火となり、1983年夏の劇場アニメ映画として企画されていた『クイーン・エメラルダス』 は頓挫して、ブームは終焉。その後20年近く松本原作のテレビアニメは実現しなかった。
一方、1980年代後半からは、宇宙開発事業団などさまざまな団体の役職に就任。また、漫画の執筆では、自作の異なる作品に登場した人気キャラクターを同一の作品世界にまとめる作業を進める。往年の松本アニメブームを背景に育ったクリエイターにより、1990年代後半以降、再び松本作品を原作としたアニメのリリースが活発となった。
1999年に『宇宙戦艦ヤマト』などの著作物の著作者が、松本零士であることの確認を求めて、松本が西崎義展を提訴したが、2003年に著作者人格権確認訴訟のそれぞれの控訴審は、法廷外で和解し西崎が著作者、著作者人格権者であることが確定した。

### 2000年代
2003年（平成15年）には、画業50周年記念作品として『銀河鉄道999』から派生した『銀河鉄道物語』が発表された。
2006年（平成18年）に宝塚造形芸術大学（2010年、宝塚大学に名称変更）のメディア・コンテンツ学部の教授に就任。
2015年（平成27年）に妻の牧美也子と「松本零士×牧美也子 夫婦コラボ展」で話題となる。2018年（平成30年）に『銀河鉄道999』の新作を発表するなど、晩年まで創作意欲が衰えることはなかった。
2019年（令和元年）11月15日にイベント出席のため訪問中だったイタリア・トリノで体調を崩して倒れ、現地の病院へ緊急搬送されたが命に別状なく、12月4日に退院、翌5日に帰国した。

### 死去
2023年（令和5年）2月13日午前11時、急性心不全のため東京都内の病院で死去したことが、同月20日に東映により発表された。85歳没。6月2日、生前の功績が評価され、日本国政府から松本に対し死没日付をもって正六位に叙されたことが零時社より発表された。同年6月3日に東京国際フォーラムでお別れの会が開かれた。7月10日発売のビッグコミック2023年第14号の表紙に追悼の言葉とともに松本の肖像イラストが掲載された。

## 人物
- 石ノ森章太郎と同じ年月日に生まれる[7]。二人は同時期に練馬区に在住し、同時期に手塚治虫のアシスタントを務めたことがあり、松本は石ノ森のことを「旧友」としている。
- 大戦後半、父親は第32教育飛行隊（1944年2月編成）の隊長として、特別操縦見習士官や少年飛行兵出身の新参パイロットの教育を行っていたが、課程を終え実戦部隊に転出した部下には後に特別攻撃隊の隊員として出撃していった者も少なくなかった。末期には二式複座戦闘機「屠龍」[26] に搭乗し、終戦の日まで連合軍と戦っていた。戦後、多くの元軍人パイロットが自衛隊入りしたのに対し、「敵の戦闘機には乗れない」と断固拒否。実家がある大平村での炭焼きや、小倉で野菜の行商をしながら線路脇のバラックに住み、その境遇を自ら進んで赤貧へと落としたが、家族で父に反対する者はおらず零士少年も「俺の父親は最高だ、父親と一緒にいられれば俺は満足」と行商の大八車を押したという。この「本当のサムライとしての父のイメージ」は、後にハーロックや沖田十三のモデルとして、松本の作品に生かされていった。また松本自身、進駐軍兵士がばら撒くキャンディーなどを「食べたくて仕方なかったが全部下駄で踏みつけて潰した」という。
- 母親は元教師で、子供の宿題に適切な添削までしてくれたという。これについて、子供のころは、大人だからできるのだと思っていたが、後から考えるとなかなかできないことだったと気づいたという。恵まれた家庭に育ち、高等女学校まで出ている母が夫の意地のために、周囲の嘲笑に歯を食いしばって耐えながら働いている姿を見て育った。松本は物心ついた頃から「母を苦労から救いたい。自分が大黒柱になって一家を養う」と心に決めたという。高校時代に漫画家デビューが叶ったこともあり、自身は大学進学の夢を封印して働き、代わりに兄弟には大学進学を考えた時に躊躇わずにすむ経済環境を整えようと決意した[27]。
- 小学生時代、朝日新聞西部本社（当時は支社）の前に住んで、本社内を遊び場にしていたことがあり、製版所の作業員の厚意もあって製版や印刷の工程を勉強できたため、漫画家となってから、付録の原稿にグラデーションを付けるなどの独自性を発揮できた。また当時の西部本社には、後に小説家となる松本清張が宣伝部で働いており、『サザエさん』の漫画を貰ったという[28]。
- 漫画執筆時は、いつも夜の8時から翌明け方6時くらいまで作業を行っていた[2]。本人は色々な作品を通じて、命の大切さや幸せとは何かを問いかけた[2]。
- 宇宙への憧れが強く、「片道でもいいから俺を宇宙に行かせてくれ」などの言葉がある。漫画家デビュー後である高校時代から、空いている時間に宇宙をモチーフにした絵を沢山描くようになった[2]。結婚後の自宅の応接室の壁には、宇宙に浮かぶ青い地球の写真が飾られていた[2]。また、民間宇宙飛行の第一号になるという夢を持っていた（しかし、第一号という夢は叶わなかった）。2018年には、宇宙葬専用の超小型衛星に自身の爪を搭載して宇宙まで飛ばし、本人はこれを「生前葬」としていた[2]。
- 宇宙飛行士の山崎直子が宇宙に興味を持つようになったのは、子供の頃に見た松本作品がきっかけ[2]。また、日本人初の「宇宙へ行った宇宙飛行士」となった秋山豊寛は松本作品『ワダチ』の解説を執筆している。
- 漫画古書のコレクター。特に手塚治虫の初期の希少な漫画本を多くの資料と共に保管し、手塚本人も自作を探す必要があるときはまず松本に問い合わせていた[29]。2002年にはSF作家小松左京がモリミノル名義で描いた赤本漫画の復刻に関わり、2005年の阪本牙城『タンクタンクロー』の復刻の際には原本の提供を行なった。その他にも漫画本の復刻の際に原本を提供することが多い。『漫画大博物館』という漫画の古書を図版で紹介するビジュアル百科事典も出版している。古式銃のコレクター。法的規制の厳しい日本において100丁以上の私有コレクションは稀である。ブライトリング等の航空腕時計が好きである。
- 上記の趣味の都合上、古本屋で漫画家や画家の生原稿や原画が持ち込みで販売される場面に遭遇することが多く、その度に購入しては本人へ返却していた。赤塚不二夫の原稿は生前に、小松崎茂の原画は逝去後に同氏の夫人へ、多くが返却されている[30]。
- 音楽の趣味を尋ねられると「クラシック音楽ファン」であると答えている[31]。特にリヒャルト・ワーグナーを愛好する「ワグネリアン」である。『音楽の革命児ワーグナー』（音楽之友社）という著書があり、絵と文の双方を執筆している。「作曲家の生涯」シリーズ（新潮文庫）の『ワーグナー』にもコラムを寄稿している。ワーグナーの『ニーベルングの指輪』を漫画化している。『N響アワー』に出演してワーグナーについて作曲家の池辺晋一郎と対談もしている。これらの影響から作品の構造がワーグナーの楽劇と共通している。『宇宙戦艦ヤマト』における男性キャラクターの好戦性による破壊を女性キャラクターが自己犠牲により救済する図式はワーグナー楽劇に一貫する図式と同じである。また『銀河鉄道999』は、主人公とヒロインが恋仲のようでいて母子でもあること、ヒロインの両親が対立していること、母親に忠誠だった娘が密かに父親に寝返っていること、ヒロインが親の野心のための人材を運んでいること、構築した権力の居城が最後に崩壊することなど、『ニーベルングの指輪』と構造が酷似している。『キャプテンハーロック』がアイパッチをして肩に黒い鳥がとまっている姿は『指輪』の大神ヴォータンと同じ。猫のミーメとは『指輪』の小人のミーメと同じ名。『SF西遊記スタージンガ－』の題名は『ニュルンベルクのマイスタージンガー』をもじったような題名である。など多くの共通点がある[32]。
- 高校卒業後に小倉から上京する際、東京行きの夜行列車（当時は蒸気機関車）の中から窓越しに見た夜景や煙の匂いが、『銀河鉄道999』の原点となった[2]。また、『男おいどん』の主人公・大山昇太が汚れたパンツから生えてきたキノコを食べるシーンは、松本の実話が元となっている[2]。
- 上京後文京区本郷の山越館へ下宿していた。同じ下宿に巡洋艦『最上』の副艦長などを務めた元海軍中佐の猿渡正之が住んでおり、猿渡が所有していた『大和』『武蔵』の設計図を譲り受けたという[33]。また当時のエピソードは、後に『男おいどん』でやや誇張された形で登場している[33]。
- その後練馬区に居を移している。2008年には練馬名誉区民に選定され、区の活動にも積極的に協力・参加している。同区で交付される戸籍や住民票などには「銀河鉄道999」のキャラクターが印刷されている（2013年まで）。2012年には原動機付自転車のナンバープレートにメーテルのイラストが採用された。区内を走行するシャトルバス、在住している大泉学園を通っている西武鉄道の車両のラッピングにも作品がプリントされている。
- 自作品のパチンコ化にも精力的に取り組んでおり、大手パチンコメーカー三共とのコラボレーション "SANKYO×松本零士" としてCRフィーバー大ヤマト、CRフィーバー銀河鉄道物語、CRフィーバーキャプテンハーロックの3シリーズのパチンコ機が登場している。なお松本零士は『宇宙戦艦ヤマト』の著作権を保持していないことから「大ヤマト」では登場人物や乗り物をわずかに変えて、『宇宙戦艦ヤマト』の主題歌を流す "類似品" としての登場となったが東北新社から訴訟を起こされ、業者が和解金2億5千万円を支払うことになった[34]（後述の「宇宙戦艦ヤマト裁判」も参照のこと）。
- 先述の通り歴史を感じさせるものが大好きで色々と収集しており、自宅では数々の宝物が飾られた仕事場で作業していた[2]。漫画に登場する照準器や旧式バイクなどもできる限り自宅にコレクションし、実物を見ながら描くことで独自の世界観を構築していた[2]。また、自作中のメカ作画にはいろいろこだわりがあり、「実在した兵器についてはデフォルメを行わず、極力設計図等を入手して正確に描く」ことを心がけている[35]。さらにオリジナルメカについては大量の計器類を登場させることが多く、その作風は『レイジメーター』（零士メーター）とも通称される。全国の博物館に通いながら取材を重ね、緻密な計器類の描写に役立てていた[2]。
- 自宅ではトラジマ模様の飼い猫に「ミーくん」と名付け、初代猫の死後も新たな「ミーくん」を飼い続けて代々愛猫として可愛がっていた[2]。

### 発言
- 漫画家の新谷かおるに対して、松本のアシスタント時代に「線は腰で引く」「定規を使うな」と指導しており、理由として「それくらい自由に描けなきゃいけない」「定規やコンパスを使わないと描けない絵もあります。ただね、思いが線に入る訳ですよ。手で描いた絵が皆の心を打つのは、描いた画家の思いがこもるからです」と語っていた[36]。
- 多忙な時期は10本の連載を抱え、連日徹夜を重ねたため、雑誌『プレイコミック』で連載していた『宇宙海賊キャプテンハーロック』が、発売日の当日朝4時に描き上がることもあった。これについて松本は「印刷所が待ってる訳です。新聞と同じですよ」「あの頃の漫画家は、体力と徹夜の能力がないと仕事にならない」とコメントしている[37]。
- 漫画家の健康問題について、徹夜や暴飲、糖分過多を挙げた上で、「ガキの時に暴れ回ってる人間は大丈夫なの。健康の秘訣はガキの時に思いきり暴れさせとく。それが体力の基礎を築いてるわけ」と発言している[38]。

## 松本作品におけるスター・システム
- 松本零士作品には「ハーロック」や「トチロー」「エメラルダス」のように、複数の作品に登場するキャラクターが存在する。これは作品自体がクロスオーバーしていることもあれば、単に名称が同じという場合もある。またパラレルワールドのように「背景世界はつながっていないが、その世界における性格や役割が似たキャラクター」として登場する場合もあり、一種のスター・システムといえる。松本曰く「同じ俳優が演じている」のであり「（描いていると）自然とそうなる」とのことである。
- 自身の飼い猫をモデルにした「ミーめ」あるいは「ミーくん」というトラジマの猫と、首長で奇声を発する怪鳥「トリさん」、そして猫の様に見えて正体不明な小動物「ナニカ」は松本零士作品にしばしば登場する動物キャラクターである。なお、原作者の松本自身も自らのアニメ映画などでカメオ出演している。

## 漫画
※おおむね発表順。

### 初期作品
※ほぼ松本あきら名義
- 銀の谷のマリア（『少女クラブ』1958年4月号付録）[39]
- 黄金の騎士（『女学生の友』1959年1月号 - 3月号）[39]
- ララミー牧場（『日の丸』1960年12月号 - 1962年10月号付録）[39]
海外ドラマの漫画化。
- 電光オズマ（『ぼくら』1961年2月号 - 1962年12月号）[39]
謎の戦闘機部隊を駆る男、電光オズマが、世界征服を企む新国家ノバ帝国のガンモス首相や古代の巨大円盤、怪遊星で地球へ迫り来る異星人と闘う。ロケット戦艦「宇宙戦艦大和」も登場する。
- 燃えろ南十字星（『日の丸』1963年1月号 - 2月号、『少年ブック』1963年3月号 - 5月号付録）[39]
ラバウルの零戦乗り土浦曹長が主人公の戦記漫画。未完作品だが『電光オズマ』単行本3巻に収録の際、2頁分の結末が書き加えられた。ただし、昭和37年の作品を14年後に補完したので絵柄が大幅に変化している。
- ブラック0（『冒険王』1964年1月15日お正月大増刊号）[39]
戦記物。黒い零戦隊の夜間戦闘。
- 忍法十番勝負 三番勝負（『冒険王』1964年3月号）[39]
- わたしのエル（『週刊マーガレット』1964年9月6日号 - 11月15日号）[39]
妻である漫画家・牧美也子との共作。松本零士生誕80周年を記念し、2018年に限定300部で初単行本化された。
- スーパー99（『冒険王』1964年11月号 - 1965年12月号）[39]
超潜水艦スーバー99とヘルメット党の戦いを描く。
- ダイナモ7（『まんが王』1966年11月号）[39]
カーレーサー物。
- 心よ海をゆけ（『別冊少女フレンド』1967年5月号）[39]
牧美也子との合作（単行本『マキの口笛』3巻に収録時は「松本零士」名義）。少女マンガではあるが海賊物。

### 連載
- セクサロイド（『漫画ゴラクdokuhon』1968年4月9日号 - 1970年11月3日号）[39]
- 動物シリーズ（絵物語）（『なかよし』）1968年4月号 - 1969年2月号）[40]
- 光速エスパー（『少年ブック』1968年6月号 - 1969年4月号）[39]
- 漂流三千万光年（『少年少女新聞』1969年3月7日 - ?）[39]
世界観的に『潜水艦スーパー99』の続編的作品。
- 四次元世界シリーズ（『COM』1969年4月号 - 12月号）[39]
- 光速エスパー（『少年ジャンプ』1969年5月8日号 - 1970年2月16日号）[39]
- マシンナー・シリーズ（『別冊漫画アクション』1969年11月15日号 - 1970年6月13日号）[41]
- 無限世界シリーズ（『COM』1970年1月号 - 9月号）[41]
- 大四畳半シリーズ（『別冊漫画アクション』1970年6月27日号 - 1974年2月9日号）[41]
田舎から上京して来た足立 太（あだち ふとし）が、下宿の四畳半中心に展開する青春物語。いわゆる四畳半ものの、文字通り元祖な作品。長期連載となった。元祖大四畳半大物語
- 聖サルマタ伝（『少年マガジン』1970年11月15日号 - 11月22日号）[42]
- ミステリー・イヴ（『漫画ゴラクdokuhon』1970年11月17日号 - 1971年8月5日号）[41]
惑星イタスから飛来した女性イヴと邂逅した主人公の大口 守（おおぐち まもる）。そして地球を狙うヘド族との戦いを描くSF漫画。
- パニックワールド（『少年キング』1971年2月28日号 - 3月21日号）[41]
「第三次世界大戦が東京で…」パニック状態の東京を描いた近未来サスペンス。
- 男おいどん（『少年マガジン』1971年5月9日号 - 1973年8月5日号）[41]
四畳半ものの一つ。青年誌に掲載された『元祖大四畳半大物語』から性的要素を抜いた後発作品だが、松本にとって少年誌では初めての大ヒット作となった。主人公は大山昇太（おおやま のぼった）。最終話の「宇宙編」は、後の「宇宙戦艦ヤマト」のデザインに繋がっている。
- 聖凡人伝（『漫画ゴラク』1971年8月19日号 - 1973年11月15日号）[41]
首吊り頻発の曰く付アパートが舞台の四畳半もの。主人公の出戻 始（でもどり はじめ）他、主要キャラの何人かは『出戻社員伝』にもレギュラー出演。
- 思春期100万年（『高一時代』1972年4月号 - 1973年3月号）[41]
- 大不倫伝（『平凡パンチ』1972年5月15日号 - 7月17日号）[41]
女性を抱いて離婚を成立させる不倫請負人の流浪物語。主人公である好川ウタマロの容姿はトチローその物だが、肉親として、ほたる（螢子）なる幼少の妹を引き連れているのが相違点。
- 秘本絵師 無芸（『ビッグコミック』1972年8月25日号 - 9月10日号）[42]
- ガンフロンティア（『プレイコミック』1972年11月11日号 - 1974年12月14日号）[41]
- ひるあんどん（『別冊マンガストーリー』1973年4月14日号 - 『マンガストーリー』12月1日号）[41]
『出戻社員伝』系のサラリーマン四畳半ものに連なる作品。ただし、前述2作品とは直接的なつながりはない。
- スペース開拓者 ワダチ（『少年マガジン』1973年11月4日号 - 1974年4月14日号）[41]
四畳半もの+SF。後半は未知の惑星での開拓冒険漫画となる。
- 出戻社員伝（『週刊大衆』1974年1月3日号 - 3月28日号）[41]
冴えないサラリーマン生活を描いた人生哲学的作品。主人公は『聖凡人伝』の出戻 始の兄、出戻 俊郎（でもどり としろう）。
- 螢の宿シリーズ（『別冊漫画アクション』1974年2月23日号 - 12月28日号）[41]
大四畳半ものの一つ。ただし、時代設定は明治維新前後。
- 宇宙戦艦ヤマト（『冒険王』1974年11月号 - 1975年4月号）[41]
  - 宇宙戦艦ヤマト2（『冒険王』1978年7月号 - 1980年1月号）[43]
  - 新宇宙戦艦ヤマト（『月刊コミックGOTTA』2000年4月号 - 2001年7月号）[44]
- インセクト（『ビッグコミックオリジナル』1975年1月5日号 - 6月5日号）[41]
- 帰らざる時の物語（『プレイコミック』1975年1月11日号 - 1976年12月9日号）[41]
- ザ・コクピット・シリーズ（『ビッグコミックオリジナル』1975年6月20日号 - 不定期連載）[41]
- ダイバー0（『少年サンデー』1975年9月5日増刊号 - 1976年9月10日増刊号）[43]
- トラジマのミーめ（『プリンセス』1975年9月号 - 1977年12月号）[43]
- ペットファーザー（『少年アクション』1975年10月6日号 - 1976年1月26日号）[43]
- 親不知讃歌（『毎日中学生新聞』1976年4月3日付 - 1977年3月26日付）[43]
中学生の日常をユーモラスに描いた全51話（単行本には1話未収録）。
- 恐竜荘物語（『漫画ゴラク』1976年9月2日号 - 1977年5月12日号）[43]
主人公は『元祖大四畳半大物語』にもでてきたヤクザのジュリー。今風に言えばスピンオフ作品である。
- 時間旅行少年 ミライザーバン（『月刊マンガ少年』1976年9月号 - 1978年10月号）[43]
- ちいさなマキ（『読売新聞』日曜版 1977年1月9日付 - 7月31日付）[43]
読売新聞の日曜版に連載された、低年齢層向けオールカラー作品。マキと、ちいさな宇宙人・ミライさんとネコのミーくんの大冒険SFファンタジー。
- 宇宙海賊キャプテンハーロック（『プレイコミック』1977年1月13日号 - 1979年6月14日号）[43]
- 銀河鉄道999（『少年キング』1977年1月24・31日合併号 - 1981年11月6日号）[43]
  - 漂流幹線000（『少年キング』1983年1月14日号 - 11月25日号）[43]
  - 新銀河鉄道999（『ビッグゴールド』1996年9月号 - 1999年3月号）[44]
    - 新銀河鉄道999（『銀河鉄道999Web』1999年3月15日 - ）[44]
    - 新銀河鉄道999（『ビッグコミック』2003年5月25日号 - ）[44]
- 大純情くん（『少年マガジン』1977年2月27日号 - 10月9日号）[43]
四畳半もの+SF。ただし、『ワダチ』と違って最後まで大四畳半もの。
- 惑星ロボ ダンガードA（『冒険王』1977年4月号 - 1978年4月号）[43]
- 大草原の小さな四畳半（『Apache』1977年7月23日号 - 1978年1月8日号）[43]
西部劇＋日本人＋大四畳半もの。『ガンフロンティア』と違い、主人公（トチロー）は四畳半に定住している。
- 昆虫皇帝（『奇想天外』1978年1月号 - 1979年12月号）[43]
- 魔女天使 （『月刊少年マガジン』1978年1月号 - 4月号、1978年9月 - 1979年7月号）[43]
- Queenエメラルダス（『少年マガジン』1978年1月8日号 - 10月8日号）[43]
- 無限海漂流記（『ビッグゴールド』1978年6月8日号 - 1985年12月号 不定期連載）[43]
- 漂流3000万光年（『月刊マンガ少年』1978年12月号 - 1979年7月号 未完）[43]
- ステテコンドル（『サンデー毎日』1979年11月11日 - 1980年12月21日号）[43]
- 新竹取物語 1000年女王（『サンケイ新聞』朝刊 1980年1月28日付 - 1983年5月11日付）[43]
松本が出生した九州・山口エリアでは当時サンケイが発行されていなかったため、サンケイスポーツとの提携関係があった西日本スポーツで連載。
- ナスカ（『月刊マンガ少年』1980年6月号 - 1981年5月号）[43]
- 大四畳半大物語 無偉人伝説（『漫画ゴラク』1980年7月17日号 - 8月）[45]
- 重弾道シリーズ（『ビッグコミック』1981年8月25日号 – 1983年2月10日号）[45]
- 蜃気楼フェリーアイランダー0（『少年キング』1982年1月22日号 - ?）[43]
- 伯爵伝説（『漫画ゴラク』1984年8月3日号 – 1985年2月1日号）[45]
- HARD METALシリーズ（『ビッグコミック』1984年9月10日号 - 1990年1月25日号）[43]
『戦場まんがシリーズ』、『ザ・コクピット・シリーズ』に続く、太平洋戦争・南洋を舞台にした戦記モノ。
- どんトラ（『少年キング』1985年7月12日号 - 10月25日号）[43]
- コスモロードα　眠れる宇宙の王女（『yacニュース』1986年9月22日号 - 1988年4月1日号、『L5』1988年5月号-1991年11月号）[43]
- グスコーブドリの伝記（『月刊コミックトム』1986年10月号 - 12月号）[43]
宮沢賢治原作。
- V2パンツァー（『少年キング』1987年9月24日増刊ヤングキング創刊号 - 1988年10月17日号）[43]
- 無の黒船 クライシスⅢ（『夕刊フジ』1988年 - 1989年）[44]
無＝エネルギーゼロ。その先に来る黒船。明治維新、第二次世界大戦に次ぐ第三のクライシス（危機）とは。竹内均（東大名誉教授）監修。
- 蜃気楼綺譚（『ビッグコミック』1990年5月25日号 - 1991年3月25日号）[44]
- ニーベルングの指環①ラインの黄金（『中古車ファン』1990年10月10日号 - 1991年11月25日号）[44]
グレートハーロックが主人公。ハーロック、トチローたちの親世代の物語。
- 夢奥（王）の細道（『ビッグコミック』1991年4月25日号 - 8月25日号）[44]
- ケースハードシリーズ（『ビッグゴールド』1993年1月号 - 1996年8月号）[44]
戦場シリーズのひとつ。第二次世界大戦もの。
- 天使の時空船（『コミックトム』1993年5月号 - 1997年7月号）[44]
レオナルド・ダ・ヴィンチ伝。
- 火聖旅団ダナサイト999.9（『少年王』1994年10月号 - 1997年4月号）[44]
- ニーベルングの指環②ワルキューレ（『新潮社Webコミック』1997年4月1日号 - 1998年2月13日号）[44]
- コクピット・レジェンド（『ビッグコミックオリジナル』1997年9月増刊号 - 1999年9月増刊号 不定期連載）[44]
- ニーベルングの指環③ジークフリート（『新潮社Webコミック』1998年3月11日号 - 1999年6月10日号）[44]
- 児女英雄伝（『コミックトムプラス』1998年5月号 - 2000年5月号）[44]
- ニーベルングの指環④神々の黄昏（『新潮社Webコミック』1999年8月4日号 - ）[44]

### 読み切り
- 母と子の名作絵話 ばらのおうじ（『幼稚園』1968年3月号）[40]
- 杜子春（『小学四年生』1968年3月号）[40]
- 赤毛のひとつ（『りぼん』1968年4月号付録）[40]
- 世界名作物語 アリババと四十人のとうぞく（『小学四年生』1968年5月号）[40]
- ながぐつをはいたねこ（『小学一年生』1968年6月号）[40]
- 世界名作特集 日本昔話 かぐやひめ（『たのしい幼稚園』1968年6月号）[40]
- ダイナソア・ゾーン 恐竜帯（『漫画ゴラクdokuhon』1968年9月1日増刊号）[39]
- 冬眠惑星（『プレイコミック』1968年9月10日号）[40]
- コスモレディSS（『漫画ゴラクdokuhon』1969年1月7日増刊号）[40]
- ネアンデルタール（『プレイコミック』1969年1月25日号）[40]
- パイロット262（『コミックMagazine』1969年2月25日号）[39]
ハーロックが初めて主人公となった作品。しかし、傷や眼帯は無い。
- インパルスドーム（『別冊漫画アクション』1969年3月号）[40]
- ゼスラス第3紀（『別冊漫画アクション』1969年6月号）[40]
- ミユから来た女（『漫画ゴラクdokuhon』1969年6月9日増刊号）[40]
- 太陽系狙撃兵（『別冊漫画アクション』1969年7月号）[40]
- 天地創造第二番（『別冊漫画アクション』1969年8月号）[40]
- 機械人間マシンナーバン（『少年サンデー』1969年8月15日夏休み増刊号）[39]
ミライザーバンのプロトタイプ的作品。宇宙飛行士候補生バン・サイゴー少年が宇宙で、地球へ飛来した異星人の先祖一族の記憶（数万年分）を取り戻す。
- オルバース（『別冊漫画アクション』1969年9月号）[40]
- 魔境惑星の恋人（『漫画ゴラクdokuhon』1969年9月3日増刊号）[40]
- 火星令嬢（『別冊漫画アクション』1969年10月11日号）[40]
- 幽霊夫人（『別冊漫画アクション』1969年10月号）[40]
- ダフィン（『SFマガジン臨時増刊』1969年10月号）[40]
- シティD60001年 愛するレイ（『別冊漫画アクション』1969年10月18日号）[40]
- 大魔女境（『漫画ゴラクdokuhon』1969年11月12日増刊号）[40]
- 幽霊軍団（『プレイコミック』1969年11月22日号）[40]
- グレート・ウェスタン（『漫画ゴラクdokuhon』1969年12月10日号）[40]
- L夫人漂流記（『話のタネ本』1970年3月11日増刊号）[42]
- 未来盗賊アリババ（『話のタネ本』1970年4月8日増刊号）[42]
- 妖女セレスト（『漫画ゴラクdokuhon』1970年6月10日増刊号）[42]
- 大宇宙番外地（『漫画ゴラク増刊』1970年9月2日号）[42]
- 大野蛮人帯（『マントップ』1970年12月号）[42]
- 化石女（『漫画ゴラクdokuhon』1970年11月25日号）[42]
- 赤い霧のローレライ（『SFマガジン臨時増刊号』1970年11月）[42]
- 下宿荘偉人伝（『COM』1971年1月号）[42]
- 模型の時代（『少年マガジン』1971年2月28日号）[41]
小松左京原作。1971年
- 銀河鉄道の夜（『希望の友』1971年4月号）[42]
- 夜光都市のミライ（『COM』1971年4月号）[42]
- ヤマビコ13号（『少年マガジン』1971年4月4日号）[41]
- 空間機甲団（『COM』1971年8月号）[41]
- つるすべき多くの女（『ビッグコミック』1971年11月）[42]
- 空白地帯のひとりむすこ（『少年チャンピオン』1972年6月26日号）[42]
- 西部長屋人別帖（『少年サンデー』1972年8月27日号）[42]
- 雨月物語（『ビッグコミック』1972年7月10日号）[42]
- 近眼人類詩集（『高3コース』1973年4月号 – 10月号）[46]
- 黒死鳥（デスバード）4444（『少年マガジン』1973年7月8日号）[46]
- 聖女に白い血（『ビッグコミック』1973年8月25日号）[46]
- 皮の影159（『ビッグコミック』1973年11月25日号）[46]
- 螢の泣く島（『ビッグコミックオリジナル』1974年1月20日号）[41]
- 昆虫国漂流記（『別冊少年ジャンプ』1974年2月号）[41]
自身の終戦から小学生時代を描く、松本の自伝漫画。
- さらばロマンの時よ（『ビッグコミック』1974年4月25日）[46]
- サケザン（『ビッグオリジナル』1974年5月20日号）[46]
- 大魔女王第3紀（『週刊プレイボーイ』1974年11月12日号）[46]
- 四つの瞳（『ビッグコミック』1974年11月25日号）[46]
- 先天性充血魔（『平凡パンチ夏の増刊号』1975年8月30日号）[47]
- 猿人1470号（『漫画ゴラク』1975年10月30日号）[47]
- 3000年の春（『漫画ゴラク』1976年1月15日・22日合併号）[43]
後に『四次元時計』のタイトルで文庫化。
- 幽霊聖女（『漫画ゴラク』1976年3月18日号）[47]
- 第三仮面帝国（『漫画ゴラク』1976年4月15日号[47]）
- セレンの沼（『漫画ゴラク』1976年5月13日号）[47]
- スラストワールド（『漫画ゴラク』1976年6月10日号）[47]
- 妄想圏消滅（『奇想天外』1976年7月号）[47]
- ブラックホール帝国（『漫画ゴラク』1976年7月8日号）[47]
- ギャラクサークイーン（『ヤングコミック』1976年7月14日号）[47]
- 四次元時計（『漫画アクション』1976年9月9日号）[47]
- シンバ（『少年サンデー』1976年12月5日号）[47]
- 魔女天使（『月刊少年マガジン』1977年1月号）[43]
- 大サルマタ博物史（『週刊プレイボーイ』1977年1月18日・25日合併号）[48]
- 大純情くん（『少年マガジン』1977年1月30日・2月6日合併号）[43]
- 地底潜水艦（『少年サンデー』1977年2月20日号）[48]
- 大個人戦争（『SFファンタジア』1977年3月25日発行）[48]
- 冷血第3生物帯（『漫画ゴラク』1977年11月3日号）[48]
- 海底機械帝国零号（『少年ジャンプ』1978年4月15日増刊号 SFアドベンチャー特集号）[43]
SF短編。単行本未収録作品。
- サンタクルーズの橋（『ビッグコミックオリジナル』1979年1月5日号）[48]
- 番外鉄道 大番外編（『漫画ゴラク』1979年1月18日号）[48]
- エロビンフッドの冒険（『週刊プレイボーイ』1979年1月16日・23日合併号）[48]
- 妖精氷河帯（『ビッグコミックオリジナル』1979年3月5日号）[48]
- ザ・トチロー（『少年ジャンプ』1979年4月16日号）[48]
- サケザン雷帝（『少年マガジン』1980年1月25日増刊号）[45]
- ザ・トチローII　わが青春のハーロック（『少年ジャンプ』1980年3月10日号）[45]
- 夜あるき猫（『マンガ奇想天外』1980年11月）[45]
- ふるさとや（『カスタムコミック』1980年12月号）[45]
- やけ坂のやけ酒屋（『カスタムコミック』1981年4月号）[45]
- 闇夜の鴉の物語（『漫画ゴラク』1981年5月）[43]
- DKカンパニー（『漫画ゴラク』1981年12月18日号）[45]
- 1000年大王（『少年マガジン』1982年5月5日号）[45]
- 妖界魔女サイナグリス（『少年キング』1983年1月15日増刊号）[45]
- バッターユーラアウチ 赤バット青バットの時代の物語（『Number』1984年10月5日）[45]
- 澪（『ビッグコミック』1985年5月23日増刊号）[45]
- 偉大なる時間バカ（『NEWパンチザウルス』 1989年4月26日号）[45]
- 天使の徹甲弾（『ヤング・シュート』1989年11月号）[45]
- 歯車城の興亡（『monoマガジン』1991年5月2日・16日合併号）[49]
- 帰還 影の老兵（『ビッグコミック増刊』1995年8月号）[49]
- 超時空戦艦まほろば（『ビッグゴールド』1998年4月号）[44]
- わたしはミーくん　ミーくんのかく語りき（『ビッグコミックスペリオール』2003年11月30日増刊号）[50]
- 一つの大地（『月刊IKKI』2004年2月号付録）[50]
- 動物絵物語 わたしはミーくん（『ビッグコミックスペリオール』2005年2月15日増刊号）[50]
- 日本国落城記 地獄のトンネル（『ビッグコミック』2005年8月25日号）[50]
- 宇宙海賊キャプテンハーロック 銀河聖女ルナーラ（『チャンピオンRED』2014年10月号）[50]

### 未分類
- 明日から来た影 GENNAI（1989年 書き下ろし）[44]
SFテイストの加味された平賀源内の伝記的漫画。
- ホタルナ妖（2006年）
- Out of Galaxy 銀のコーシカ（2009年）
- 銀河2000光年 宇宙戦艦ノーチラスの伝説（2004年『リーグ・オブ・レジェンド 時空を超えた戦い アルティメット・ガイド』DVD「リーグ・オブ・レジェンド 時空を超えた戦い アルティメット・エディション」付属）

## 漫画単行本
- 『宇宙作戦第一号』
- 『青い花びら』
- 『緑の天使』
- 『星よきえないで』
- 『忍法十番勝負』
- 『セクサロイド』
- 『銀の谷のマリア』
- 『潜水艦スーパー99』
- 『電光オズマ』
- 『男おいどん』
- 『聖凡人伝』
- 『元祖大四畳半大物語』
- 『スタンレーの魔女』
- 『鉄の墓標』
- 『ガンフロンティア』
- 『宇宙戦艦ヤマト』
  - 『新宇宙戦艦ヤマト』
- 『ワダチ』
雑誌連載時のタイトルは『スペース開拓者 ワダチ』。
- 『パニックワールド』
表題作ほか3作を収めた短編集。
- 『オーロラの牙』
- 『機械化人都市』
- 『わが青春のアルカディア』
- 『インセクト』
昆虫を題材にした11作品が収められた短編集。
- 『大不倫伝』
- 『衝撃降下90度』
- 『四次元世界』
様々な雑誌に掲載された『四次元世界シリーズ』、『無限世界シリーズ』、『幻想世界シリーズ』、『未完成世界シリーズ』を中心に25作品を収めた短篇集。内容は昆虫もの、SFもの、戦場ものとバラエティに富む。小学館文庫版（1977年初版）、全2巻のものと、合本され1冊になった小学館叢書版（1992年初版）と小学館文庫版（1995年初版）がある。
- 『恐竜荘物語』
- 『銀河鉄道999』
  - 『漂流幹線000』
  - 『新銀河鉄道999』
- 『螢の泣く島』
SFのみではないバラエティ豊かな表題作を含んだ9作品を収録した短編集。
- 『時間旅行少年ミライザーバン』
- 『惑星ロボ ダンガードA』
- 『宇宙海賊キャプテンハーロック』
- 『帰らざる時の物語』
短編集。秋田書店文庫全2巻。
- 『3000年の春』
- 『ひるあんどん』
奇想天外文庫。
- 『螢の宿』
- 『親不知讃歌』
単行本は通常版（朝日ソノラマ、サンコミックス）と限定500部発行の青林堂版がある。
- 『出戻社員伝』
- 『トラジマのミーめ』
- 『大純情くん』
- 『大草原の小さな四畳半』
- 『ミステリー・イヴ』
- 『悪魔伝の七騎士』
- 『エスの太陽 - ロマンコミック自選全集 松本零士1』
- 『空間機甲団』
- 『ダイナソア・ゾーン 恐龍帯』
- 『Queen エメラルダス』
- 『ヤマビコ13号』
- 『その名はテス - ロマンコミック自選全集 松本零士2』
- 『復讐を埋めた山』
- 『妄想鬼』
- 『魔女天使』
- 『不滅のアレグレット』
- 『昆虫皇帝』
- 『勇者の雷鳴』
- 『曳光弾回廊』
- 『新竹取物語1000年女王』
- 『松本零士初期作品集』
- 『ナスカ』
- 『蜜蜂の冒険』
- 『松本零士自選傑作集』
- 『闇夜の鴉の物語』
- 『ザ・ステテコンドル』
- 『思春期100万年』
- 『魔境惑星の恋人』
- 『ダイバー0』
- 『近眼人類詩集』
- 『高速エスパー』
- 『ザ・コクピット』
- 『火星令嬢』
- 『蜃気楼フェリー アイランダー0』
- 『漂流3000万光年』
- 『怪盗M』
- 『HARD METAL』
小学館ビッグコミックス、全3巻。
- 『V2パンツァー』
- 『無の黒船クライシスⅢ』
- 『明日から来た影 GENNAI』
- 『妖星伝』
- 『蜃気楼綺譚』
- 『ニーベルングの指環』
- 『夢奥（王）の細道』
- 『ケースハード』
- 『陽炎の紋章』
- 『天使の時空船』
- 『漫画絵巻　富岡の歴史』
- 『無限海漂流記』
- 『火聖旅団ダナサイト999.9』
- 『松本零士の飛び出せ宇宙へ！』
- 『松本零士セレクション』
- 『超時空戦艦まほろば』
- 『復刻版 冒険記』
- 『復刻版 火星令嬢』
- 『コクピット・レジェンド』
- 『児女英雄伝』
- 『ちいさなマキ』
- 『宇宙博物誌 火星ホテル』
- 『コスモロードα 眠れる宇宙の王女』
- 『どんトラ』
- 『ペットファーザー』

## 画集・エッセイ
- 零士のメカゾーン（1979年、毎日新聞社） - メカ中心のイラスト集。全二巻。松本自身の手による戦車や航空機の試乗リポートも掲載。連載時のタイトルは「サムライゼロ　零士のメカゾーン」
- 零次元宇宙年代記（1983年、大和書房） - ガン・フロンティアIIを始めとする松本零士の手による小説・エッセイ集。『銀河鉄道999・未発表オリジナル・シナリオ』の掲載された書。
- 時の歯車－機械幻想スイス紀行－（1999年、日本放送出版協会）
- 遠く時の輪の接する処（2002年、東京書籍） - 松本の自叙伝。
- 松本零士画集―星の海、美の遺伝子（2004年、愛育社）
- 松本零士未来へ翔び立つ名言集－ヤマト・999の言葉たち－（2010年、竹書房）橋富政彦編著
- 未来創造－夢の発想法－（2010年、角川書店）

## 原作
- ガンフロンティア 〜ハーロック&トチロー青春の旅〜（原作・総設定・デザイン／松本零士、漫画／島崎譲）『チャンピオンRED』2016年12月号 - 2017年5月号、単行本（秋田書店、2017年）
- 銀河鉄道999 ANOTHER STORY アルティメットジャーニー（原作・総設定・デザイン／松本零士、漫画／島崎譲）『チャンピオンRED』2018年5月号 - 、単行本（秋田書店、2018年 - ）

## 編著
- 漫画歴史大博物館（ブロンズ社、1980年）松本零士／編 日高 敏／編
- 少年小説大系 別巻3 少年漫画傑作集1（三一書房、1993年）
- 少年小説大系 別巻4 少年漫画傑作集2（三一書房、1993年）
- 漫画大博物館－1924 - 1959－（小学館クリエイティブ、2004年）松本零士編・著　日高敏編・著

## 映像作品
原作が映像化されたもの、企画に関わったものを記す。アニメと並行して描かれた漫画化作品は前項に記す。

### テレビアニメ
- 宇宙戦艦ヤマト（1974年）
  - 宇宙戦艦ヤマト2（1978年）
    - 宇宙戦艦ヤマトII ヤマトよ永遠なれ!（1979年）

  - 宇宙戦艦ヤマト 新たなる旅立ち（1979年）
  - 宇宙戦艦ヤマトIII（1980年）
    - 宇宙戦艦ヤマトIII 太陽系の破滅（1983年）
- 惑星ロボ ダンガードA（1977年）
- SF西遊記スタージンガー（1978年）
  - SF西遊記スタージンガーII（1979年）
- 宇宙海賊キャプテンハーロック（1978年）
  - SPACE PIRATE CAPTAIN HERLOCK（2003年）
- 銀河鉄道999（1978年）
  - 銀河鉄道物語（2003年） 画業50周年記念作品
    - 銀河鉄道物語 〜永遠への分岐点〜（2006年）

  - 宇宙交響詩メーテル 銀河鉄道999外伝（2004年）
- マリンスノーの伝説（1980年）
- メーテルリンクの青い鳥 チルチルミチルの冒険旅行（1980年）
- 新竹取物語 1000年女王（1981年）
- わが青春のアルカディア 無限軌道SSX（1982年）
- コスモウォーリアー零（2001年）
- ガンフロンティア（2002年）
- SUBMARINE SUPER 99（2003年）- 『潜水艦スーパー99』のアニメ化
- 松本零士「オズマ」（2012年）

### 映画
- 宇宙戦艦ヤマト（1977年）
  - さらば宇宙戦艦ヤマト 愛の戦士たち（1978年）
  - ヤマトよ永遠に（1980年）
  - 宇宙戦艦ヤマト 完結編（1983年）
- 惑星ロボ ダンガードA対昆虫ロボット軍団（1977年）
- 惑星ロボ ダンガードA 宇宙大海戦（1978年）
- 宇宙海賊キャプテンハーロック アルカディア号の謎（1978年）
- 銀河鉄道999（1979年）
  - 銀河鉄道999 ガラスのクレア（1980年）
  - 銀河鉄道999 エターナルファンタジー（1998年）
- 元祖大四畳半大物語（1980年） - 実写作品
- さよなら銀河鉄道999 アンドロメダ終着駅（1981年）
- 1000年女王（1982年）
- わが青春のアルカディア（1982年）
- インターステラ5555（2003年）
- キャプテンハーロック -SPACE PIRATE CAPTAIN HARLOCK-（2013年[51]）

### OVA
- YAMATO2520（1995年）[52]
  - 大ヤマト零号（2004年）
- ザ・コクピット（1994年）
- クイーン・エメラルダス（1998年）
- 火聖旅団 ダナサイト999.9（1998年）
- ハーロック・サーガ ニーベルングの指環 ラインの黄金（1999年）
- メーテルレジェンド（2000年）
- ヤングハーロックを追え! コスモウォーリアー零外伝（2001年）
- 銀河鉄道物語 〜忘れられた時の惑星〜（2007年）

### その他の映像作品
- アレイの鏡（1985年） - 国際科学技術博覧会で公開された子供向けアニメ。
- セントエルモ 光の来訪者（1986年） - 関西電力の創立35周年記念、企業PR用長編アニメ。電力をテーマとした宇宙の物語。
- 光の風のアーマ（1992年） - ハウステンボス・アニメワールドで上映された作品。
- まんがビデオ 宇宙海賊キャプテンハーロック（1999年）
- 地球のBOOO! 天然ガス・暮らしをささえるエネルギー（1999年） - 東京ガス株式会社 広報部企画。
- 未来・スノーエンゼル ―水と生命の惑星―（2002年） - フルCGアニメ。
- ユマの物語 〜シンフォニーNo.V（2004年） - WEB作品。画像付き音声ドラマ。
- KANPAI!-乾杯-（2015年） - 日本酒造組合中央会のアニメ。キャラクター原案。

## その他の仕事
- 1971年、C・L・ムーアのスペースオペラ小説『ノースウェスト・スミス』シリーズの日本語版の表紙イラストと挿絵を担当（ハヤカワ文庫『大宇宙の魔女』他）。古典スペースオペラにおいて妖しい美女としてSFファンに有名なシャンブロウ等が松本の手で描かれている[53]。
- 1980年、東宝映画「モスラ対ゴジラ」のリバイバル上映の際、パンフレット表紙にゴジラのイラストを描く。
- 1980年10月からはニッポン放送で神谷明と共に、ゲストの漫画家との対談番組の「ラジオ漫画館」のパーソナリティを担当[54]。
- 1981年1月、NHK教育テレビジョン「ジュニア・文化シリーズ」（当時平日17:30-18:00生放送）において、特別講義「松本零士のSF漫画講座」の講師（麻上洋子と）を務める
- 1996年3月に開館した岐阜県各務原市のかかみがはら航空宇宙博物館（現・岐阜かかみがはら航空宇宙博物館）の名誉館長を務める[5][6]。所有していたサルムソン2A2のプロペラなどの飛行機の部品を寄贈[55]。
- 1997年、近鉄伊賀線（現・伊賀鉄道）に忍者列車のデザイン提供。

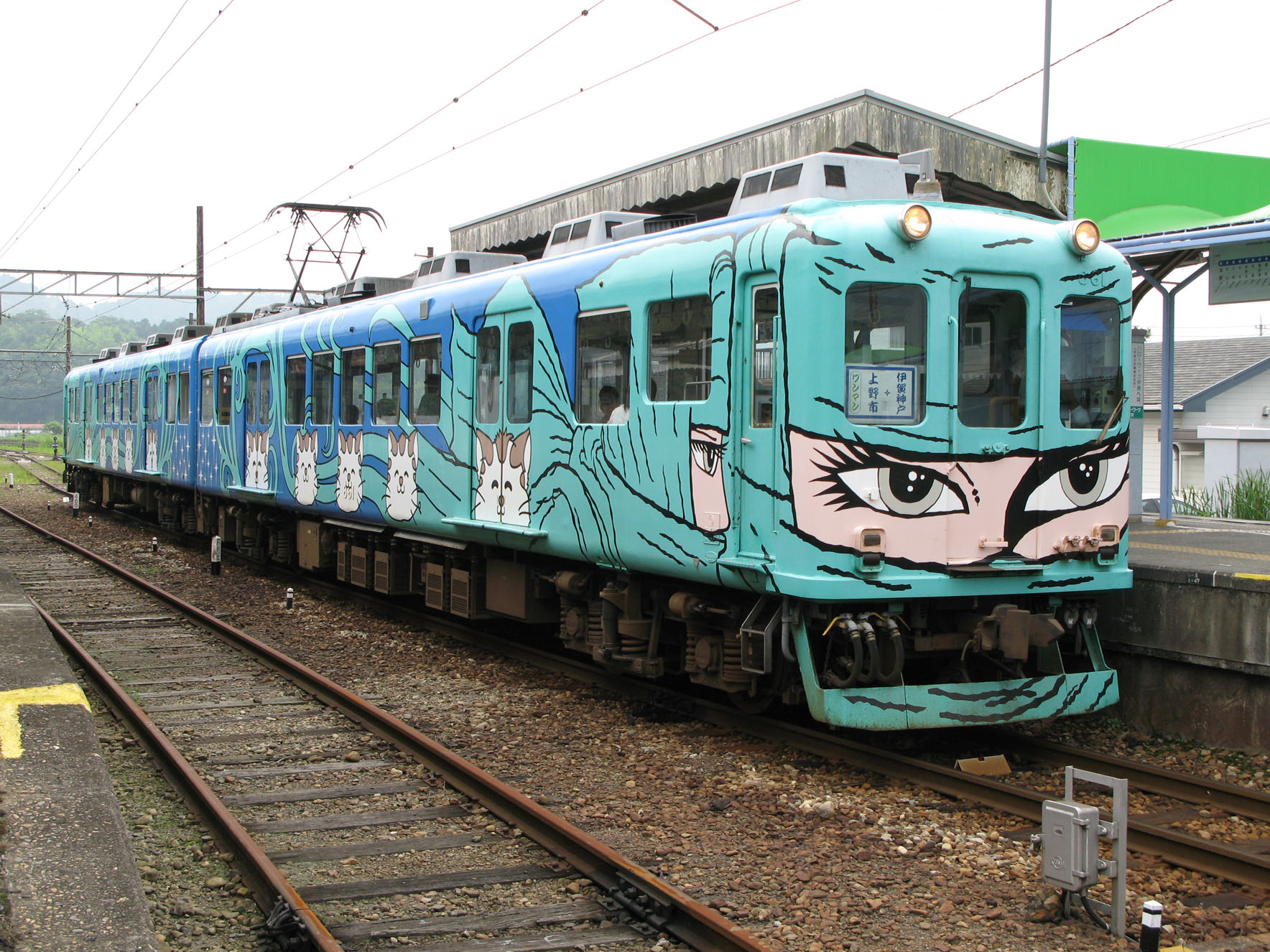
近鉄860系861号編成、車体デザインの提供も行っている。

- 1999年にオープンした大阪府堺市にある大阪府立大型児童館ビッグバン（現・堺市立ビッグバン）の館長を務める（後に名誉館長となる）。マスコットキャラクター『ベアル』と『メロウ』をデザイン。泉北高速鉄道線5000系車両1編成を用いたペイント列車にもなり、2017年10月まで運行された。なお2000年には廃車された588号車にも『ベアル』がデザインされ、泉ケ丘駅近くにある堺市立ビッグバンの裏側、山を越えた場所に位置する公園「ちょっとバン」にて静態保存されている。

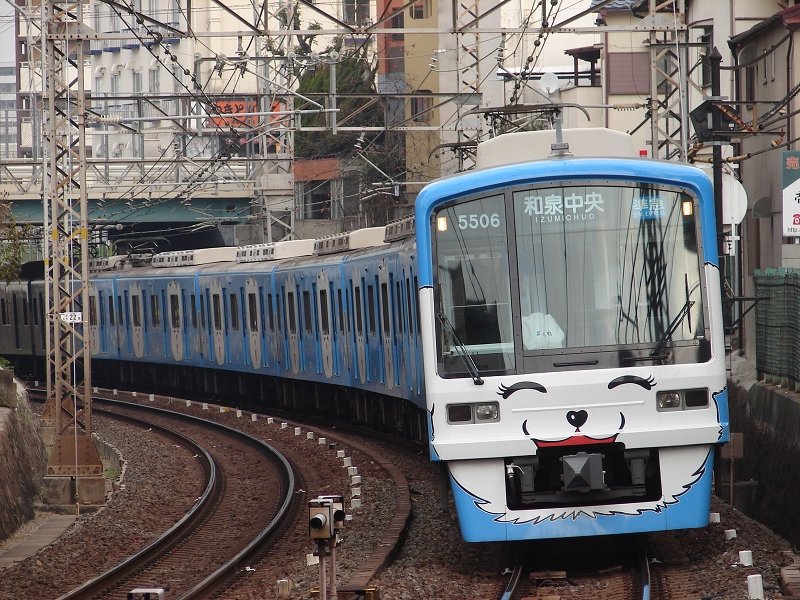
泉北5505編成ハッピーベアル号

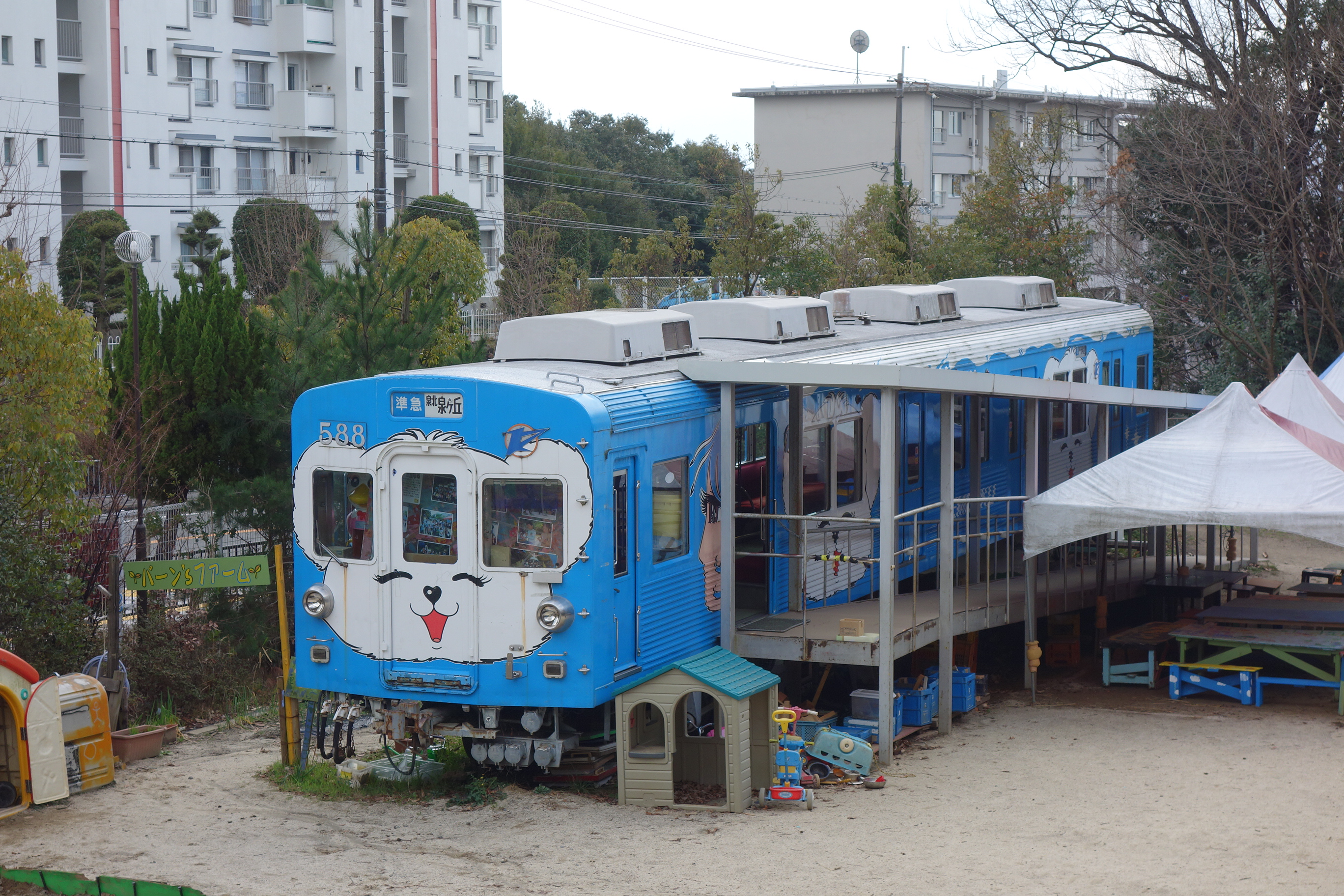
「ちょっとバン」にて保存されている泉北588号車

- 1999年、福井県敦賀市の駅前通りに銀河鉄道999、宇宙戦艦ヤマトを題材とした28体のブロンズ製モニュメントが建立。「駅と港の街」「科学都市」を掲げる同市のシンボルとして選ばれた。
- 2001年、北九州市八幡東区のスペースワールド駅前で開催された、北九州博覧祭2001公式ポスター。
- 2001年10月にオープンした福島県郡山市にある郡山市ふれあい科学館「スペースパーク」の名誉館長を務める。マスコットキャラクター『エンゼルナ』と『みーにゃん』をデザイン。
- 2001年、フランスの音楽デュオ、ダフト・パンクのアルバム『ディスカバリー』のミュージック・ビデオを制作。
- 小倉市（現在の北九州市）に縁があることから、小倉競輪場のマスコットキャラクター「スペース騎士（ナイト）」のデザインを行った。名前は小倉競輪場のナイター競走愛称「スペースナイトレース」にちなむ。
- 2002年、フライトシミュレーターPCソフト『Microsoft Combat Flight Simulator3』（日本発売版）CD-ROM収納ケースに挿入されているラベル絵を担当。
- 2002年、モンゴルと日本の「外交関係樹立30周年」の記念切手の、モンゴルが発行した2種類のうちの1つをデザインした[2]。
- 2003年、伊賀鉄道の車両更新に伴い、忍者列車のデザイン再提供。

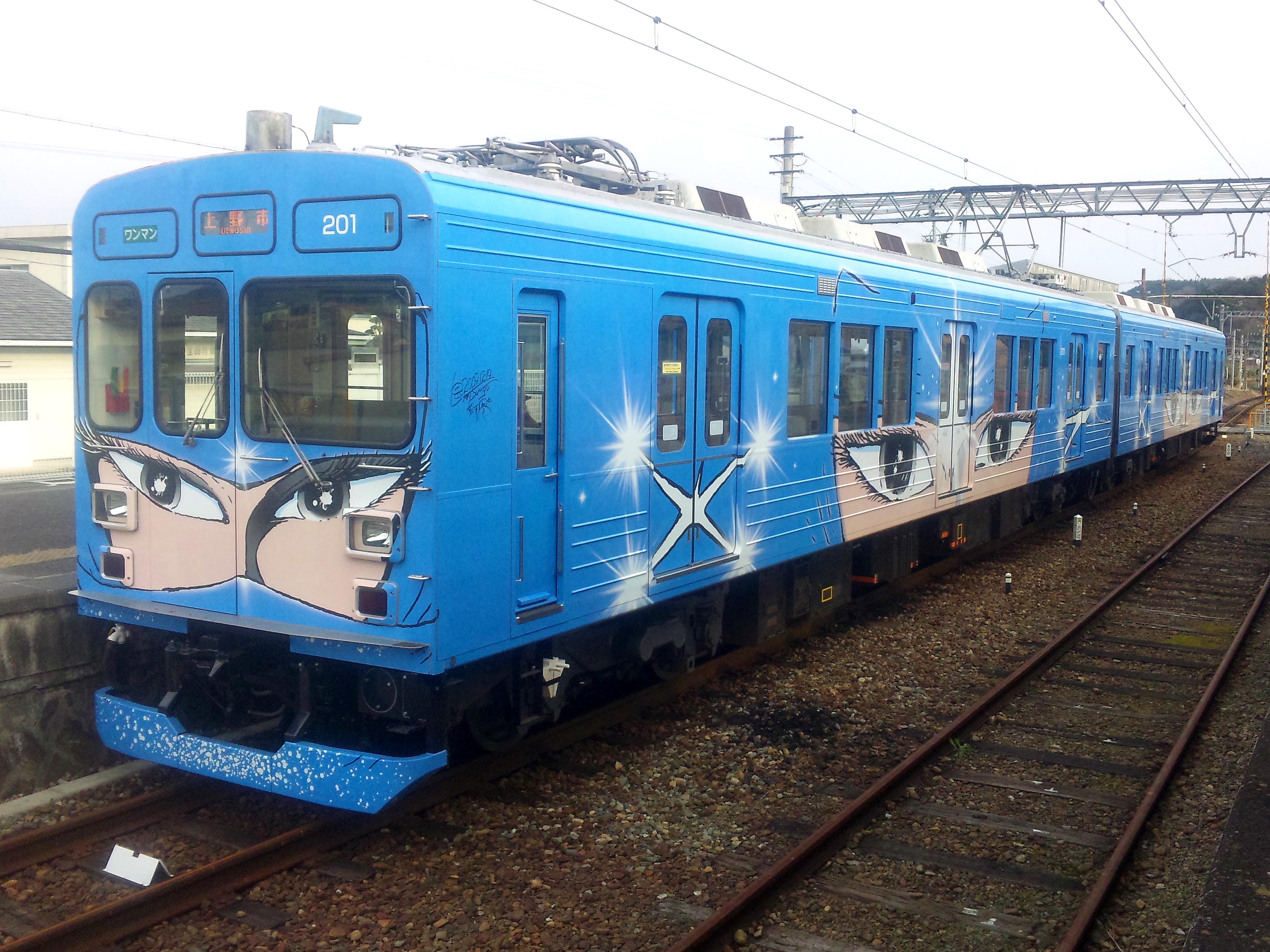
伊賀鉄道200系201号の運転台側乗務員用ドアの横に直筆サインが書かれている。

- 2003年からはじまった福島県などが主催する「全国高等学校パソコンコンクール」（パソコン甲子園）の審査委員長を務める。
- 2003年2月、愛媛県の伊予観光大使（いよかん大使）に就任。
- 東京都観光汽船の水上バス『ヒミコ』『ホタルナ』『エメラルダス』のデザイン。全て宇宙船をモチーフとしたデザインで、『ヒミコ』は2004年3月26日から運航を開始し、フジミ模型がプラモデル化もした。『ホタルナ』は2012年から、『エメラルダス』は2018年から運航を開始している。

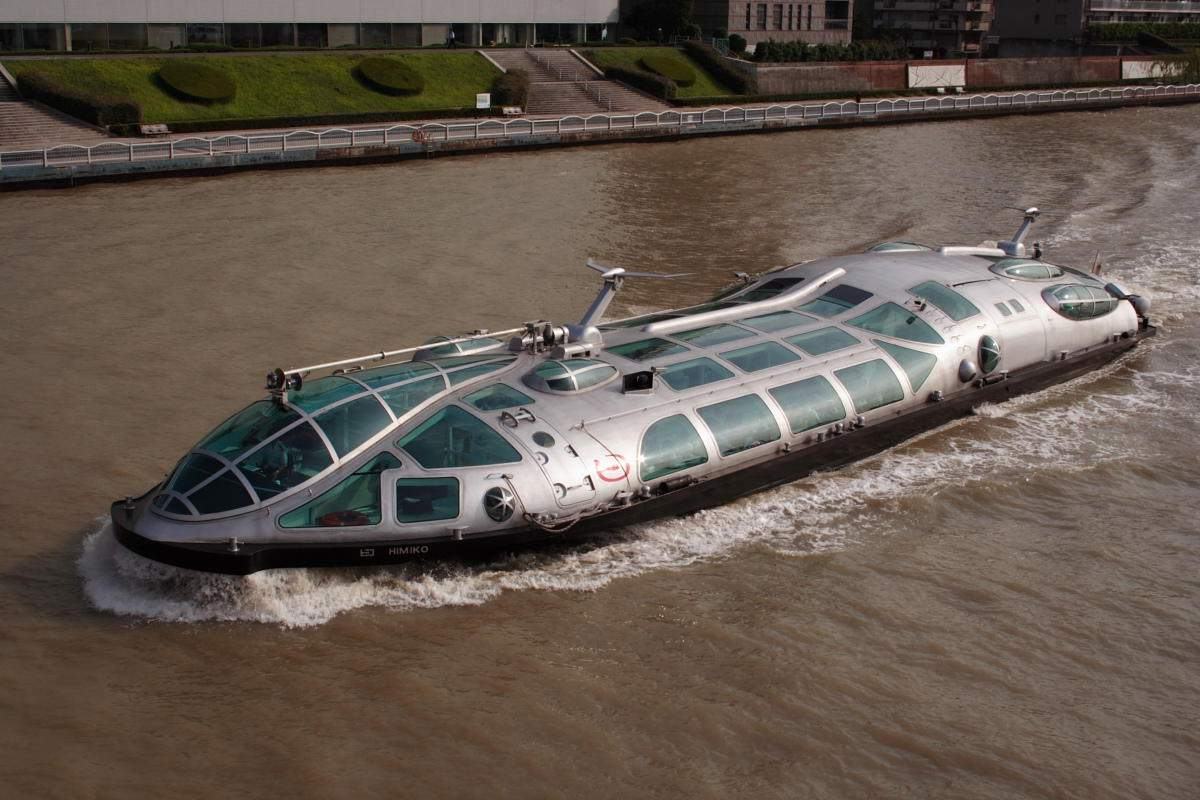
東京都観光汽船ヒミコ

- 2004年6月、福島県のしゃくなげ大使に就任。
- 2005年、ちほく高原鉄道CR75型車両にペインティング列車のデザイン提供（廃線後、足寄郡陸別町のふるさと銀河線りくべつ鉄道にて動態保存）。CR75型車両の銀河鉄道999ペインティング列車がTOMIXからNゲージ鉄道模型化された際は、松本自らがその試作品の出来を細かくチェックして、完成度に満足した松本はその試作品の車両の屋根に製品化承認を意味する自身のサインをした。このサイン入りの試作品はTOMIXの発売元であるトミーテックで大切に保管されている[56]。
- NHK「探検ロマン世界遺産」進行役CGキャラクターのデザイン。
- 2006年、湧永製薬の水虫・たむし治療薬『マセトローションT』のパッケージデザイン。この薬は『男おいどん』にも登場する。
- 2008年3月16日、東京都練馬区のねりたんアニメプロジェクトin大泉の一環として西武鉄道大泉学園駅でに銀河鉄道999のキャラクター「車掌さん」と一日駅長を務めた。名誉区民に選定される。
  - 「アニメのまち練馬区」をPRする活動にも積極的に参加する。同区の住民票、戸籍に関する証明、課税証明書などの各証明書の発行用紙には「銀河鉄道999」の999号、メーテル、星野鉄郎、車掌さんのイラストが印刷されている（2009年8月3日から2013年8月2日までの期間限定）。また、2012年8月1日からは、原動機付自転車のナンバープレートに、メーテルのカラーイラストを描いたオリジナルプレートを製作。5,000枚限定で交付。希望ナンバーの抽選会及び授受式のイベントにも参加している。
  - 松本の住む大泉学園では「アニメと映像・銀河鉄道999の街」をキャッチコピーに掲げている。駅構内には車掌さんの等身大人形が設置されている。駅前の商店街は「ゆめーてる商店街」と名称を変更し、イメージキャラクターにメーテルを起用していた。しかし、2012年8月3日、作者自らデザインしたオリジナルキャラクター「ゆめーてるちゃん」を発表した。このキャラクターは、かぐや姫〜千年女王〜◎〜女王ラー・メタル〜メーテル/クイーンエメラルダスに連なる系譜の「◎」に位置する（メーテルの先祖であるとしている）。現代に生きている小学生の設定[57]。2015年4月4日、大泉学園駅北口にオープンした大泉アニメゲートにメーテルと鉄郎の等身大ブロンズ像が設置された[58]。
- 2008年、トヨタ自動車TV-CM「あしたのハーモニー」出演。
- 東京都北区滝野川の商店街「滝野川馬場商店会」のシンボルキャラクターおよび看板のデザイン。
- 西武池袋線所属の3000系にメーテル、星野鉄郎、車掌さんをあしらったデザイン電車のデザイン提供。2009年5月から2014年12月まで運行。西武3000系車内に書かれた直筆サイン

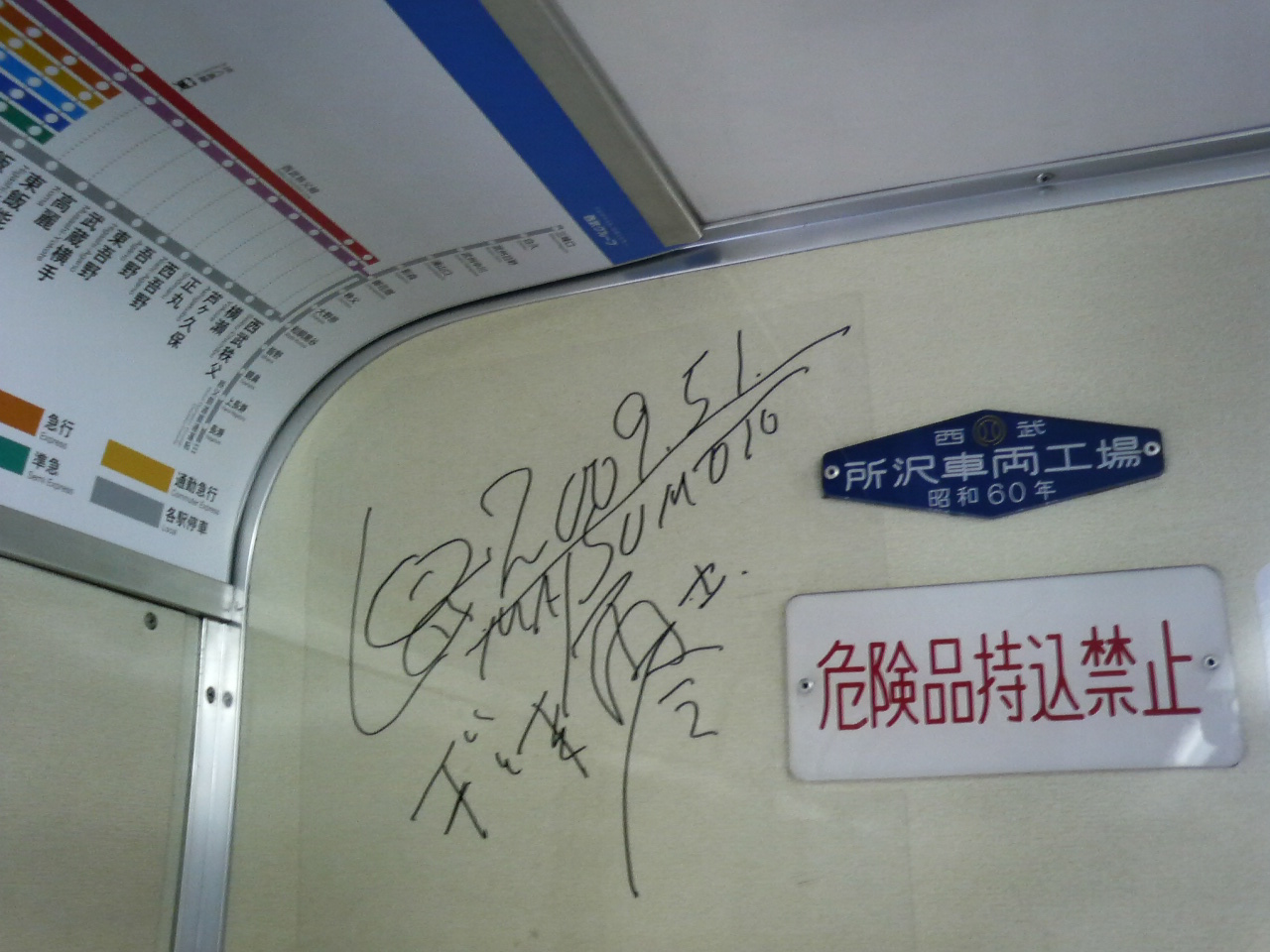
西武3000系車内に書かれた直筆サイン

- 北九州モノレールの開業25周年記念として、1000形にメーテル、星野鉄郎、車掌さんをデザインしたラッピング車両のデザイン提供。2010年3月から3年間運行予定であったが好評のため2016年12月頃までに延長された。
- 2010年4月、福島県の猪苗代湖・裏磐梯水環境保全のイメージキャラクター発表。9月に「水恋（すいれん）」、「湖春（こはる）」と愛称決定。
- 2011年4月3日、『フジテレビ夢スペシャル「タモリ×SMAP僕らは未来を信じよう!〜宇宙への挑戦と奇跡の物語〜」』内アニメ作品『はやぶさの奇跡』監修・キャラデザイン担当。
- 2011年11月13日　愛媛県東温市の坊っちゃん劇場ミュージカル「幕末ガール−ドクトル☆おイネ物語−」のポスター原画の制作を、愛媛県の観光や特産物をPRするイベント「愛のくに 愛顔のえひめ フェスティバル」PRイベントで発表。その際に、このミュージカルの主人公のイネはメーテル的存在であり、イネさんの娘の（楠本）高子さんの写真が愛媛の実家の近くで見つり、自身の描いてきた女性の絵にそっくりで驚いたと語った。
- 2013年9月4日、ORANGE RANGEのボーカル・HIROKIとギタリスト兼リーダー・NAOTOのユニット「NaotoHiroki&karatesystems」が発売したアルバムTravel Soundsのジャケット描画を担当。
- 2016年8月15日、テレビ朝日のトーク番組「徹子の部屋」に出演。
- 2016年10月15日、16日、えひめいやしの南予博2016のイベントとして「零士ワールド in 大洲」を愛媛県大洲市で開催、トークショーや作品展が行われた。前日の14日には少年期の疎開先の新谷地区に建てられた記念碑の除幕式に出席した。
- 2017年4月22日、北九州モノレールの「銀河鉄道999号」引退に伴い、新しいデザインの「新・銀河鉄道999号」運行開始。同時にモノレール小倉駅の発車メロディーが「銀河鉄道999」に変更された。
- 2017年10月2日、大阪府の泉北高速鉄道線のペイント列車が運行を終了し、それに替わって7000系車両1編成を用いた新ラッピング車両「フロンティア号」に、大阪府立大型児童館「ビッグバン」のマスコットキャラクター『ベアル』と『メロウ』のデザインを提供[59]。

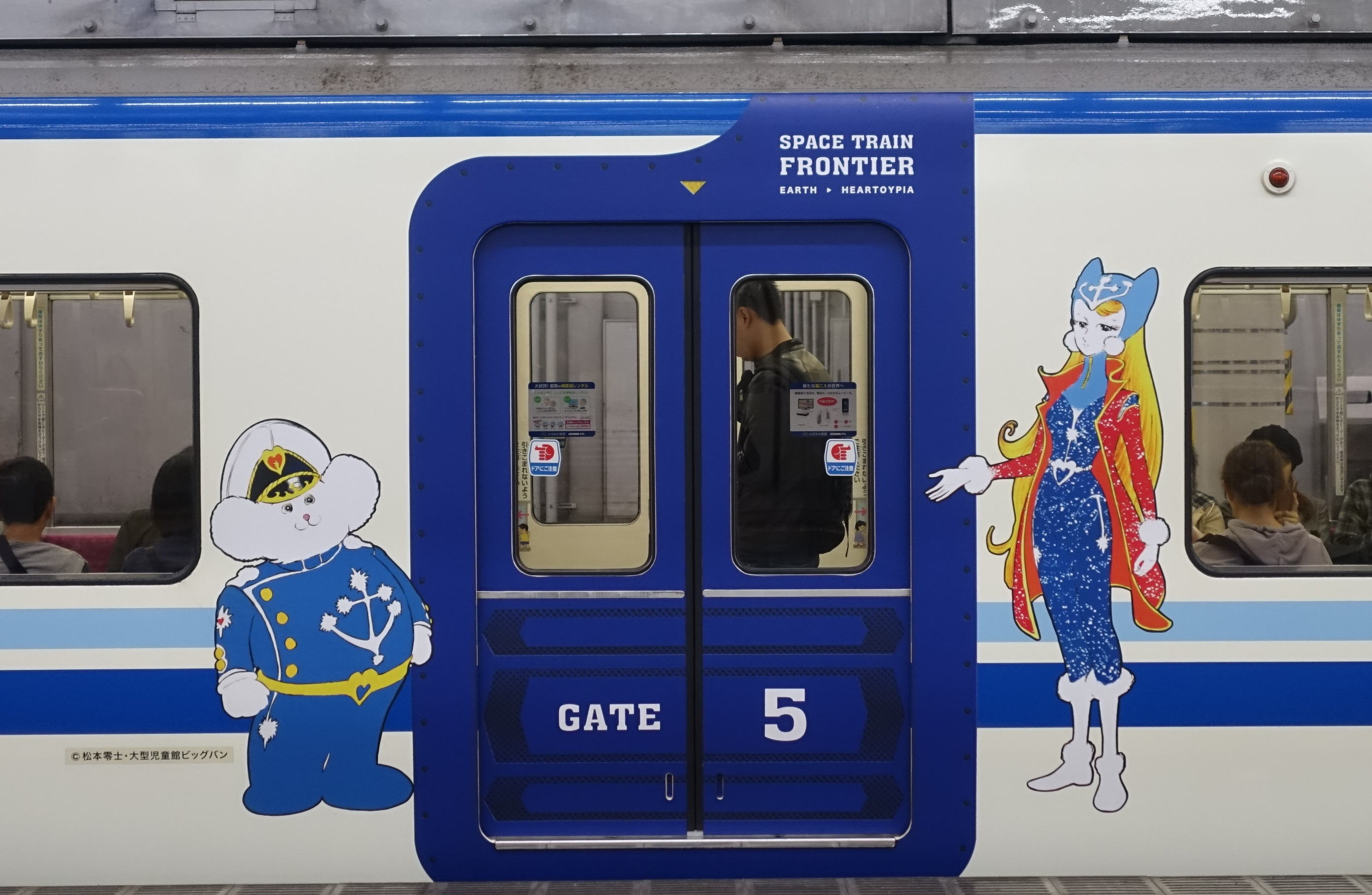
泉北7509編成「フロンティア号」側面

- 2018年6月、「北九州市下水道事業100周年」を記念し、メーテルをはじめとした松本キャラクターのデザインマンホール9種類をJR小倉駅周辺に設置（9箇所）。北九州空港にメーテルのデザインマンホールを設置（1箇所）。
- 2021年（令和3年）6月末までに、松本の生い立ちや過去の業績を紹介する北九州市漫画ミュージアムはじめ各地の遊覧施設・メモリアル施設で務めていた名誉館長を退任してその職務を終えた[60][61][62][注釈 6]。

## 創作・著作権に対するスタンス
日本漫画家協会著作権部責任者やコンピュータソフトウェア著作権協会理事などの役職を持つ立場にあることもあって、著作権に対し敏感な面があり、過去に著作権関連のシンポジウムで「孫子の時代まで自分の著作権を守りたいというのが心情だ」と述べたこともあるほか、自らが過去に漫画の中で使用した台詞等の表現を「創作造語」と称し、それに似た表現を他者が無断で使うことに否定的な見解を示している。
松本が著作権に強硬なのは、『宇宙戦艦ヤマト』や戦争ものなどを描く際には戦没者や民族感情に細心の注意を払って配慮しているのに、自分のあずかり知らぬところで、第三者によって自分の創作が意図に反した使われ方をされるのが我慢できないことが一因だという。
2002年には自らが原作のテレビアニメ『SPACE PIRATE CAPTAIN HERLOCK』がダビデの星を敵のデザインに使ったことから、ユダヤ人感情に配慮して一時製作中止にさせたこともあった。
権利関係に非常にシビアである印象を持たれるが、作家に対する敬意があり無断で使うのでなければ他の漫画家やミュージックビデオ、広告等に自作のキャラクターを使うことには寛容である。自作を笑いのネタにしたパロディ的な引用にも、松本自身が「面白い」と思えば快く許諾する傾向にある。但し「面白くない」と感じたパロディ的な引用には非常に厳しく、名指しで非難したり、担当編集者や漫画家自身を呼びつけて説教することもあるという。人気ヤンキー漫画『カメレオン』を連載していた加瀬あつしは、作中にメーテルのコスプレパロディネタを描いた際、松本に呼び出され夜通しで説教を受け、翌週の「週刊少年マガジン」誌上でお詫び文を掲載する羽目になった。このエピソードは単行本に収録される際、メーテルのコスプレが登場する部分の原稿は全て差し替えられ、オチも違うものとなっている
松本は『スター・ウォーズ』の企画書のレイア姫の初期設定は『宇宙海賊キャプテンハーロック』の有紀蛍と類似しており、同作品の初期企画に自作が影響を与えたと発言しているが、松本が「自身の作品の影響を受けた」とする作品の中には、本当に影響を受けたものかどうか不明なものも含まれている。
『銀河鉄道999』劇場版第2作『さよなら銀河鉄道999 アンドロメダ終着駅』に登場する星野鉄郎の父親・黒騎士ファウストに関しては、『スター・ウォーズ』旧3部作に登場するダース・ベイダーとでいくつかの共通点が見られる。また宝島社の『完全版 銀河鉄道999 PERFECT BOOK』では、その子ルーク・スカイウォーカーと鉄郎の設定上の類似点などについて言及されている。時期的には『スター・ウォーズ』のほうが制作開始・公開いずれも早い。

### 宇宙戦艦ヤマト裁判
松本零士の主張
松本零士は1976年頃に、『宇宙戦艦ヤマト』の原作について、企画・原案はプロデューサーの西崎義展であり、自分は基本ストーリーやアイデアのほとんどを出したが共同作品でもあり、原作については判断できず曖昧であると述べていた。『宇宙戦艦ヤマト』のタイトルも、西崎がつけたものと認めていた。
しかし、西崎が破産した1997年頃から、自らが『宇宙戦艦ヤマト』の著作権者であり、西崎はアニメ化の使用許諾権を得たプロデューサーに過ぎず、その使用許諾権も失効したと主張し始め、次いで西崎が逮捕された1998年には新潮社や産経新聞社のウェブページにおいて、西崎は『ヤマト』とは無関係で、『ヤマト』の全ての権利は自分が持っていると述べるようになった。そもそも『宇宙戦艦ヤマト』は自作『電光オズマ』の「宇宙戦艦大和の巻」が原型であるというのが松本の説明である。
そして、『ヤマト』の著作権を西崎から取得した東北新社との間で、1999年に「宇宙戦艦ヤマト等に関する合意書」を交わして、2000年からは『新宇宙戦艦ヤマト』という新作を連載し、そのアニメ版の制作発表もした。
西崎義展との裁判に全面敗訴
1999年になって『宇宙戦艦ヤマト』を作ったのは誰かという著作者を巡って西崎義展と裁判が行われた。松本側が原作と主張した『電光オズマ』『光速エスパー』、『ヤマト』の「創作ノート」、そして『冒険王』連載の漫画『宇宙戦艦ヤマト』のいずれも原作ではないと否定され、なおかつ松本はアニメの製作過程においても部分的にしか関わっていないとして、東京地方裁判所は西崎を著作者と認定し、松本側の全面敗訴となった。
控訴審中の2003年に法廷外和解して、松本と西崎の両者ともが著作者という合意を交わしたが、西崎が筆頭著作者であり代表して著作者人格権を有することになり、松本は西崎の同意なしに『宇宙戦艦ヤマト』シリーズの新作を作れず、また、西﨑側が許諾したヤマト新作については松本は自分の権利を行使できないことになった。西崎側のヤマト新作で松本の名前がクレジットされる際は、従来主張してきた「原作」ではなく「設定・デザイン」であることを松本はこの和解書で認めている。
ただしこの和解は、判決と同等の効力がある訴訟上の和解でなく裁判外の和解に過ぎず、その拘束力が及ぶのは和解の当事者のみであり、著作権者の東北新社はこの和解に縛られないとの見解を発表している。
なお、この裁判で西崎に敗訴した際、「私がいなかったら、作品の1コマも存在しない」「西崎は悪魔だ、彼に味方する人物も赦さない!」とのコメントを一部マスコミに報道された。
裁判終結後のクレジットの非掲載
裁判終結後のシリーズ続編『宇宙戦艦ヤマト 復活篇』にはスタッフとして参加せず、名前もクレジットされなかった。『宇宙戦艦ヤマト』シリーズの翻案にあたる実写映画『SPACE BATTLESHIP ヤマト』や第1作のリメイクである『宇宙戦艦ヤマト2199』『宇宙戦艦ヤマト2202』『宇宙戦艦ヤマト2205』でも、西崎が原作者としてクレジットされ、松本の名は表示されなかった。なお、リメイク版の総監督を務めた出渕裕は、松本と豊田有恒のクレジットを入れようと制作プロダクション側に掛け合っている。
スタッフらの見解
製作スタッフの中では、SF設定を担当した豊田有恒は、著書（日本SFアニメ創世記）で松本零士を全面的に支持し、西崎義展を批判している。
その一方で、作詞家として1作目から関わっていた阿久悠は最晩年に産経新聞内で連載していたコラム『阿久悠　書く言う』にて「松本がヤマトの著作権者を名乗れるのなら、他のスタッフ達や私だって著作権者を名乗れる」、「西崎さんの熱意と情熱無しに『宇宙戦艦ヤマト』は存在しなかった」と書き残している。
劇場版を監督した舛田利雄は実質的な原作者は西崎だとの見解を持っており、企画段階から携わった藤川桂介と山本暎一、松本を補佐した石黒昇も、松本の原作者だとの主張に対して、本作はオリジナル企画であるとして松本による原著作物は存在しないとの立場である。メカデザインのスタジオぬえのメンバーでも松本を原作者と認識するのは少数だという。
第1作から絵コンテや作画で参加した安彦良和によれば、ヤマトをめぐる訴訟の際は大方の人が西崎の肩を持ったという。安彦本人は中立を宣言して、やって来た松本の弁護士にもヤマトは松本のものでなく松本と西崎両者のものだと伝え、松本敗訴の一審判決は当然のこととした。
絵コンテで参加した富野由悠季はそのときの経緯から、松本零士と山本暎一が並列でその上に西崎義展がいて全ての主導権を西崎が握った、西崎が主導する西崎の作品だったとインタビューで語っている。

### 銀河鉄道999裁判
2006年、槇原敬之がCHEMISTRYに提供した楽曲『約束の場所』の歌詞の一部が、1996年から再開された新展開編『銀河鉄道999』の作中のセリフの盗用であると、松本零士は10月19日発売の『女性セブン』で槇原敬之を非難した。翌日20日の日本テレビ系『スッキリ!!』にも生出演し、同様に槇原を盗作したと非難した。
これに対して槇原は記者会見で否定し、同年11月7日付の公式ホームページにて「『銀河鉄道999』は個人的趣味で読んだことが無く、歌詞は全くのオリジナルであり、本当に盗作だと疑っているのなら（自分を告訴して）裁判で決着していただきたい」旨のコメントを発表している。
2007年3月22日、『スッキリ!!』における松本の発言をめぐり、槇原が松本に対して、盗作だと言っている部分に対して証拠を示して欲しいと著作権侵害不存在確認等請求を東京地方裁判所に起こした。裁判で松本側が盗作だという証拠が示せなかった場合は、CMソングの中止などにより、2,200万円の損害賠償請求も行った。これについて松本は3月26日のトークショーで「男たるもの、負けると判っていても戦わなければならない時がある、一連の訴訟について口頭弁論などに立つ気はない」とも語った。
2008年7月7日、東京地裁で口頭弁論のため、事件以降、両者が初めて顔を合わせた。槇原はニュースやマスコミなどで取り上げられ、「泥棒扱いされてもしていないものはしてない」「（問題の歌詞の部分は）仏教の因果応報の教えから」「謝れば許すつもりといっているが、それは罪を認める行為だ」と弁論、直後に松本の反論を聴くことなく退廷した。松本は「このセリフは私の座右の銘」で「長く使い、媒体でも講演会でも発表している」「一言、公の場で『すまん』と言ってほしかった」「偶然としても、あそこまで似てるのはありえない」と反論した。
同年12月26日、東京地裁は「原告表現が被告表現に依拠したものと断定することはできない」「2人の表現が酷似しているとは言えない」と依拠性と類似性という著作権侵害となる2つの構成要件を認めず、槇原に対する名誉毀損を認め、松本に220万円の損害賠償支払いを命じる判決を下した。その後双方とも控訴している。
2009年11月26日、東京高裁で控訴審が開かれ、松本が「槇原さんの社会的な評価に相当な影響を与えた」と陳謝する内容を和解条項として、和解が成立した（金銭支払なし）。
2011年12月16日、『菊地成孔の粋な夜電波』に近田春夫がゲスト出演。話題がJ-POPのパクリ問題になると「マッキーがパクるわけないじゃん」「（松本が）自分のフレーズを知らないはずがない、というのは思い上がり」と槇原側を全面擁護した。
松本は2011年に槇原のCDの購入者に向けた描き下ろしクリスマスカードで槇原の似顔絵を描いたが、『SPA!』2012年3月27日号で「ひと言『ごめん』と言ってくれたら、それでよかったんです」と、謝罪すべきだったのは槇原側だったとの主張を再び行った。
槇原はその後、2022年3月2日にリリースしたアルバム『Bespoke』で「約束の場所」をセルフカバーしている。

## 零士メーター
零士メーター（れいじメーター）とは、漫画やアニメ等のフィクション作品に登場する計器デザインの呼称、俗称。松本メーターとも呼ばれる。
主に未来を描いたSF作品に登場する。円形もしくは歯車形のガラスパネルの中に、目盛りと複数（最低でも3本）の指針が書き込まれたスタイル。クロノグラフに似るが、違いは全周型ではなく限界点があること。
『宇宙戦艦ヤマト』、『銀河鉄道999』を代表とする松本零士の作品に頻繁に登場する事から、同作品のファンを中心に「零士メーター」と呼ばれるようになった。
2009年には、日本のSEAHOPEがレイジメーターをモチーフとした腕時計「零士メーターウォッチ」を999本限定で製品化し、松本がデザイン監修を手掛けた。
板橋克己は『零士メーターから始めるSFメカの描き方』を2017年に玄光社より上梓している。

### 影響
前述の通り松本零士作品の抽象的な存在ではあったが、他にも『タイムボカンシリーズ』など、1970年代後半から1980年代前半頃までの、日本のSFアニメ、SF漫画には、同種の意匠が多用されていた。
しかし、所謂「リアルロボット系」と呼ばれる『機動戦士ガンダム』シリーズでは、デザイン上のリアリティの追求から実在のOA機器を意識した意匠を多用した為、あまり見られなくなった。その為、同作品がブームを起こした1980年代以降は、他の作品でも徐々に姿を消していった。さらに、1990年代に入ると、パーソナルコンピュータにおいて普及したMicrosoft Windowsを意識したGUIによる統合環境モニターをデザインする事が多くなり、自動車用や、旧来の鉄道車両用・航空機用の単品計器を意識したこの意匠はほとんど使われなくなっている。

## アシスタント経験者
- 千之ナイフ
- 新谷かおる - 松本の作品「宇宙海賊キャプテンハーロック」ヤッタランのモデル。松本を師匠と仰いでおり、自身が設立した有限会社ダイプロダクション（DAIPRO）は日本語に直すと『大会社』であると、松本の表現でよく使われる『無限に広がる大宇宙』『大地球』『大四畳半』など「大」を受け継いでいるという[103]。
- 小川保雄
- 板橋克己
- 赤名修[104]

## 受賞・受章歴
- 1954年 - 「漫画少年」第1回長編漫画新人賞
- 1972年 - 第3回講談社出版文化賞児童漫画部門賞（『男おいどん』にて）[105]
- 1975年 - 第6回星雲賞 映画演劇部門受賞（『宇宙戦艦ヤマト』にて）[106]
- 1978年 - 第23回小学館漫画賞受賞（『銀河鉄道999』『戦場まんがシリーズ』にて）[105]
- 1978年 - 第7回日本漫画家協会賞特別賞（一連のSFシリーズにて）[105]
- 1979年 - 第24回映画の日特別功労賞
- 2001年 - 紫綬褒章受章[105]
- 2003年 - 第8回アニメーション神戸特別賞受賞[107]
- 2008年 - 練馬区名誉区民[105]
- 2010年 - 旭日小綬章受章[105]
- 2012年 - フランス芸術文化勲章シュヴァリエ受章[105]
- 2017年 - 東京アニメアワード2017功労部門顕彰者[108]
- 2024年 - 日本SF大賞功績賞を受賞[109]。

## 役職
- 日本漫画家協会常務理事（2000年5月[110] - 2018年6月頃退任[注釈 7]）、著作権部責任者
- コンピュータソフトウェア著作権協会理事（非常勤、2003年4月[111] - 2011年3月ないし2012年3月の間に退任[注釈 8]）
- つくば科学万博記念財団評議員（2002年4月 - 2021年5月[113]）
- 財団法人日本宇宙少年団理事長（1994年9月[114] - 2021年6月[115]）
- 宇宙開発委員会専門委員
- 中央青少年団体連絡協議会会長
- デジタルハリウッド大学特任教授
- 京都産業大学 全学共通教育センター客員教員
- 京都産業大学 全学教育研究センター客員教授
- 宝塚大学教授、後に特任教授[116]（2005年度[117] - 2021年度[118][119]）
- 郡山市ふれあい科学館名誉館長（2001年10月[120] - 2021年6月[60]）
- ディスカバリーパーク焼津天文科学館名誉館長（1997年4月 - 2021年6月[121]）
- 岐阜かかみがはら航空宇宙博物館名誉館長（1996年 - 2021年3月[122]）
- 大阪府立大型児童館ビッグバン（現・堺市立ビッグバン）館長（1999年 - 2010年）、名誉館長（2010年 - 2021年6月[62]）
- 呉市海事歴史科学館（大和ミュージアム）名誉館長（2005年 - 2021年6月[注釈 6]）
- 九州鉄道記念館（北九州市門司区）名誉館長（2003年 - 2021年6月[123]）
- 北九州市漫画ミュージアム（北九州市小倉北区）名誉館長（2012年8月[124] – 2021年6月[61]）

## 関連書籍
- 「さらば宇宙戦艦ヤマト」映画公開時、ノベライズ版が松本名義で出版されている。
- いきなり最終回（JICC出版局） - 名作漫画の最終回を集めた本。松本作品は3作掲載。それぞれに松本のコメントあり。
  - PART1（1990年）- 『男おいどん』
  - PART2（1991年）- 『銀河鉄道999』
  - PART4（1992年）- 『宇宙戦艦ヤマト』（加筆修正された単行本版ではなく「冒険王」誌面版）